# 斷裁分離的罪惡之剪
《斷裁分離的罪惡之剪》由緋鍵龍彥所作的日本漫畫作品。在《月刊Comic Alive》（Media Factory發行）2009年5月号到2015年9月号期間進行連載。單行本全11卷。TOKYO MX於2013年4月至6月播放電視動畫13集。

## 簡介
喜歡剪女生頭髮的中學生少年－灰村切，某天放學回家時走進一棟洋房，與擁有美麗長髮的黑髮少女－武者小路祝相遇了。祝的頭髮是受詛咒的頭髮，不管用什麼方法都無法剪斷。但是，切的剪刀卻能剪下祝的頭髮，揭開了不為人知的內情。隨著女王護衛的出現，圍繞著『髮之女王』與『殺害遺物』（Killing Goods）的殺人遊戲也就此展開。

## 登場角色

### 主要角色
灰村 切（聲：花江夏樹）
本作男主角。私立十草中学校的学生。殺害遺物『断裁分離的罪惡之剪』的所有者。有想把看到的女生的头发剪掉的冲动。
『最強的殺人狂』諾瑪·葛雷蘭特的後裔。因为某件事情而和父亲鉄四郎分居，連电话联系都極少。現在和祖父（声：丸山詠二）一同生活。
某天回家时在一间洋馆和祝相遇，并使用平时当做护身符的殺害遺物『断裁分離的罪惡之剪』剪断了她的头发，自此成为祝專属的理发师。
得知杀人游戏开始后，为了守护祝而以『女王護衛』的身分投入战斗。
武者小路 祝（聲：小岩井小鳥）
本作女主角。外表看上去年龄比较小，实际上和切同龄。
『髮之女王』的後裔，當代女王，生有一头美丽修长的黑发，实际上却是无法剪断的、受到诅咒的头发。在『醜聞』监视下于十草学校附近的洋馆生活。
头发被切所持的『断裁分離的罪惡之剪』第一次剪断，之后察觉到围绕自己的杀人游戏的开始，并成为了切的代償者。
在主動提出要求後由『醜聞』私下運作，將她安插进入十草学校就讀，能過像一般人一样的生活使她非常高兴。
病院坂 病子（聲：福原香織）
切的同學。殺害遺物『昏睡昇天的注射器』的所有者。和双胞胎姐姐法子一起在『醜聞』指示之下监视祝。
小时候在杀害遗物的影响之下毒杀了双亲。因為在很年幼的時候就被選為所有者，遗物的影响阻碍了其感情上的发育，導致行為怪異，倾向于依赖法子，一直与其共同行动。
為了避免與遺物相關的關係曝光，极力避免与他人的接触，在学校也只和切等少数知情者关系密切。
在與切深談後认同了切的理念，利用注射器『藥效強化』的能力把自己的血液输给因為殺害遺物『鮮血解體的開瓶之刀』的能力『止血停止』而大量失血的切，以緩解失血症狀。
校慶期間被馬約爾挑撥而發狂，但是被瑠架以『愛玩屠殺的馴寵之鞭』控制的男學生強行壓制。
因為注射了被馬約爾毒化的生理食鹽水而中毒，不過被法子以馬約爾的血製作的「擬似血清」以及『藥效強化』的能力救回。
病院坂 法子（聲：內山夕實）
病子的双胞胎姐姐。小时候曾经很讨厌性格阴暗的病子，但在其由于杀害遗品的影响而袭击双亲时，理解了她的处境，并感到后悔，决定和妹妹一起背负这命运，然后绞杀了濒死的父亲。
之后作为病子的代償者，努力的照顾着妹妹，出现杀人冲动时会让她用注射器往自己身上注入生理盐水来使其冷静下来。
初时不喜欢祝，不时抱怨着自己的任务（监视祝）。但是祝却对她很仰慕。在祝因为要去『醜聞』主办的聚会而向她询问着装的时候，流着泪说出了自己的真实想法。
校慶期間被馬約爾挑撥，間接導致病子發狂。追逐馬約爾的期間意外掉落水池，池水被馬約爾迅速投毒而導致輕微中毒。
最後在校舍屋頂強行控制了『昏睡昇天的注射器』，暫時成為所有者，並利用『藥效強化』的能力突破馬約爾的免疫系統，讓馬約爾被自己的毒藥毒倒。
校慶結束後以馬約爾的血製作出「擬似血清」並利用『藥效強化』的能力中和自己體內的毒藥，也救回病子與教授。
皇 鼎（聲：遊佐浩二）
由於兒時青梅竹馬無法控制殺人衝動自殺的經歷轉而開始研究相關事物並加入『醜聞』。
『醜聞』的干部，修身大学文学部的犯罪史学讲座教授，通称『教授』。
祝和病院坂姊妹法律上的监护人，在『醜聞』中擔任『女王監視官』。
本身是个喜欢看所有者们互相残杀的变态，还是个不折不扣的萝莉控。
从事犯罪史与犯罪心理的研究，著有《社会不安与群体心理》为首的论文和著作，曾在谈话中提及諾瑪‧葛雷蘭特。
在杀人游戏开始之后就不断向病院坂姊妹提供情报。雖然礙於『醜聞』的規則無法直接介入戰鬥，但還是會對切提供一定程度上的間接幫助。
持有「金幣」，是直屬薇奧雷特·維琪的特別幹部，但是其身份在醜聞內部被保密，連身為資深所有者的馬約爾都不知情。
校慶期間被馬約爾設計，從玻璃割傷的傷口被投毒而性命垂危，校慶結束後被法子以馬約爾的血製作的「擬似血清」以及『藥效強化』的能力救回。
薇奧雷特·維琪（Violet Witchy，声：田村由香里）
丑闻的首领，是對初代『髮之女王』賽菲露法下了诅咒的魔女的後裔，維琪家的现任當主。
因為親人身體不好，年紀輕輕就必須擔起「維琪」的稱號，因此吃了不少苦頭。
把因为過於了解杀害遗物的真相的祝的父亲处刑。
为了增加所有者们的杀人冲动，有意的将『髮之女王』的恐惧心理放大。对此，訂製品会出现轻微的头痛，天然品则会被祖先的杀人意志干涉，产生动摇。
杀害遗物『人身等价的女王证明』的所有者，可以使用其他所有者的杀害遗物。
自稱切是她喜歡的類型，對切的動向特別關注。
暗中透過教授改變與控制殺人遊戲的進程，目的不明。

### 殺害遺物的所有者及代償者
錘的所有者（聲：遠藤大智）
本名不詳，杀害遗物『粉碎破坏的重锤』的所有者。
因為缺少代償者，已經被殺害遺物侵蝕而完全失去理智，受杀人冲动支配而到处行凶，因此而被逮捕、关在监狱里，但在杀人游戏开始时越狱。
在攻擊祝的时候被切剪斷了雙手韌帶，使其不能有效使用杀害遗物而迫使其逃跑。尸体在隔天被发现，死因是被『判決執行的律法之書』绞殺。
輕子 瞳（聲：井上喜久子）
钢琴家，杀害遗物『交響歡喜的協奏曲』的所有者。双目失明，常于酒吧《Velvet》演奏钢琴。
没有参加杀人游戏的意愿，也不打算殺害女王來實現願望，只会把时不时来店里打探自己动向的『丑闻』成员杀掉。与来访的祝相谈甚欢。
小泉 芳一（聲：子安武人）
鋼琴调音师，瞳的代償者、『交響歡喜的協奏曲』的调音師。
双耳失聪，通过手机的语音识别程序来进行溝通。作为『代償者』，会听瞳的演奏直到终曲。
中嶋 正義（聲：石田彰）
杀害遗物『判決執行的律法之書』的所有者。会在暗中把犯罪者通过律法之書的能力杀害，通常以警方秘密協力者的身分活動，与『丑闻』也有关联。
没有任何特别的愿望，目的是制裁成为杀人狂的杀害遗物所有者。但是也会不顾警察局的要求独断的将其他犯罪者处死。
邀请切和祝参加『醜聞』的聚会並試圖杀死切，但被受薇奧雷特命令的『鮮血解體的開瓶之刀』阻止并杀害。
錢形 小櫻（聲：長妻樹里）
女性警官，正義的代償者。有很强的正义感，负责追踪行踪不定的正义。每次遇到他都会被律法之書的绳索吊起，本人却很享受这种感觉。把正义当作自己的弟弟看待。
四方堂 瑠架（声：日笠阳子）
十草學校学生会副会长。杀害遗物『愛玩屠殺的馴寵之鞭』的所有者。常与青梅竹马的雜賀露見男一同行动，與露見男互相喜歡。
在学校的戶外教學活動中，为了杀死祝而使用遺物的能力操纵男生们袭击祝，但是在被切击败后与切等人建立了良好的关系。
校慶期間再次使用杀害遗物的能力操控男學生将發狂的病子压制，並巧妙地利用其學生會副會長的職位，將切、法子與馬約爾的戰鬥定義為某種宣傳活動，才沒有引發軒然大波。
雜賀 露見男（声：中村悠一）
十草學校学生会会长。瑠架的代償者，以自身的意志服从于瑠架，每天晚上都被她用遺物鞭打，因此强化了身体能力。在被切击败后与切等人建立了良好的关系。
艾蜜莉·紅手套（Emily Redhands，声：日高里菜）
紫髮的少女，殺害遺物『鮮血解體的開瓶之刀』的所有者，為殺人能力強化的『訂製品』。出身贫民窟，名字是养父起的。
养父就是祝的父亲，两人的感情很好。最初对祝抱有恨意，为了让养父复活而袭击祝。并因此與切发生冲突，被切覺醒的遺物力量『痛覺增加』打败。在阅读了祝的父亲的日记，了解其心意后，与祝和解。
原本已回到洋館與祝一起生活，但是在切出院後因為『痛覺增加』留下的心理陰影，對切避不見面
神 敬一郎
外科医生，杀害遗物『瞄準貫通的速射槍』的所有者，訂製品。性格爽朗，在与切的战斗中败北，自尊崩潰。喜欢芳香疗法、料理和收集娃娃等。
弗里茨·馬約爾（Fritz Maillold，声：大塚芳忠）
上了年紀的绅士，杀害遗物『隱匿謀殺的禁斷劇毒』的所有者，訂製品。在隸屬『醜聞』全部所有者中是最年长的，在前代維琪時期就已進入醜聞。
看著薇奧雷特從小長大，因此對她有著類似女兒或是孫女的特殊感情。
试图挑撥病子杀害教授但失败，但是仍成功利用動過手腳的玻璃杯割傷教授，並從傷口對教授投毒。
最後在屋頂被強行控制『昏睡昇天的注射器』的法子利用『藥效強化』的能力，強行突破了自身對『禁斷劇毒』的免疫能力，令其被自己的毒藥毒倒。

### 其他
鳴門 小太郎（聲：島崎信長）
切的同学和挚友，居合部的王牌。由于家里是剑道馆，本人也在练习剑道，体力比一般人高。
美墨 賢（聲：安野希世乃）
切的同学，长发的美女。家里開美容馆，母亲希望她也能够从事这一行。但是本人的梦想则是成為模特兒。剪发技术不及切，曾经用初鄉的头发来练习，结果惨不忍睹。
初鄉 和（聲：能登有沙）
切的同学，经常和贤一同行动。喜欢神秘学和恐怖的猎奇杀人。最喜欢的历史人物是諾瑪·葛雷蘭特，因此和教授很投缘。
和小太郎是青梅竹马，两人偶尔会一同行动。
灰村 針
切的妹妹。在小时候和切的关系很好。但因为切对女生头发的癖好而开始讨厌他，之后亦一直拒绝让切帮她剪头发。在祝的帮助下两人成功和解。

### 所有者的祖先
諾瑪·葛雷蘭特／“地下室的噩梦”
切的祖先，活躍於150年前，犯罪史上最凶恶恐怖的杀人狂。在电影和小说中不断出现，也有喜歡猎奇恐怖的人崇拜他。
已知的死者就有200多人。主要的杀人方法是将受害者运送到称为“手术室”的地下室里，用剪刀将其身体裁断以及分离。傳聞他曾经将一整個村子的村民全部杀害。由于一百多年之前发生的某起事件，关于他的资料大部分都被销毁了。
据和所说，沒有其他协助他的人帮他把受害者们运送到手术室。那人据说从事着学者或是教师一类的职业。
艾蜜莉对受害者人数表示怀疑，根据她的推理，剪刀會因為切割人體變鈍、又磨利等動作而持續損耗到毀壞，如果一直使用同一把剪刀，在不把剪刀用到壞掉的前提下，葛雷蘭特最多只杀害了两到三人，200人的说法是后人夸大的。
但是在切與剪刀的深層同步中所看到的人数遠不止两到三人，真正的受害者人数仍然不明。
賽菲露法／“髮之女王”
祝的祖先，初代『髮之女王』。自身被拥有一头黑色长发的魔女诅咒，头发永远切不断。因此而发生胎儿由于被自身头发缢死所导致的流产。之后，每当遇到生有黑色长发的女子就会认为是魔女从而将其处刑。久而久之自身变为了杀人狂。
南丁格尔／“恶意的天使”
病院坂姐妹的祖先，近代某国的随军護理師。表面上认真地护理着病人，实际上却會選定看上去很虚弱的病人注射药物，使其更加虚弱。已知的死者有2人。
实际上她杀人的动机只是由于自己不善交往，希望得到弱者的依赖，因此被法子称为“胆小鬼”。
加里波第／“法之蠻人”
正义的祖先，一名法官，有着比常人更强的正义感。会私下把被判死刑但由于博爱主义者而被赦免的犯人处刑。一共杀害了20多名犯人。最后被处以绞刑。
四方堂婦人／“猪的主人”
瑠架的祖先，明治时代的华族。以配偶死亡为契机，不断将来访者关进地下室，像家畜一样对待他们。病死或是饿死者很多。但是，受害者本身并没有被铁链锁住。
照相机的原型（暂名）
某个自杀志愿者。本人太胆小，连自残身体都害怕。于是她将其他人杀害之后拍成照片并拼成了自己的照片。
“火葬人”
某个杀人狂。喜欢把人的油脂当成燃料点燃。
薩利巴恩／“冷酷的嚴師”
艾古艾露的祖先，是個對時間十分嚴格的家庭教師，據說虐待死了數名小孩子。
維妮亞／“狂亂的麗人”
艾蓮的祖先，為某個國家的貴族，個性十分的火爆，一旦生氣就一發不可收拾，因為火爆的個性而打死了許多人。

## 用语
杀害遗物
过去的杀人狂所使用的殺人用具，经由賽菲露法的诅咒而被赋予各种特殊能力。被選定的所有者必然是跟杀人狂有血緣關係的後裔。
在发动能力的时候，所有者有时会受遺物影響而模仿祖先的行为。
杀害遗物可以使所有者本身的恐惧和因为道德良知而控制自己的能力消失，化身为到处攻击的杀人狂。另外，杀害遗物也拥有显露所有者自身欲望的能力。
断裁分離的罪惡之剪
諾瑪·葛雷蘭特所使用的剪刀，現任所有者是灰村切。由切和祝两人命名，名字中包含了将诅咒之髮“杀死”的“犯罪”以及两人的“祝福”。
持有能力：
- 咒術無視：無視所有咒術的能力。破開祝的头发的“咒禁防护”的能力。
- 切斷強化：把除杀害遗物外的其他事物轻易切断的的能力。
- 痛觉增加：切進一步與剪刀同步後所覺醒的能力，即使是皮肉傷也會有如同斷臂傷一般的劇痛，令伤者更为疼痛难熬。
- 遺物擬態：能使牽絆強的殺害遺物持有人「殺害遺物屬性」加付，最多三項能力可使用，完全不遜色殺害遺物的特性。

昏睡昇天的注射器
南丁格尔使用的注射器，現任所有者是病院坂病子。
持有能力：
- 药效必中：不管刺中哪里必定能到达血管。
- 药效强化：使药品的效果扩大数十倍，可将小毒性的毒素变成殺人的劇毒，也可以將普通的藥劑強化成特效藥，对所有者自身亦有效。對藥品以外的液體也有一定的效果。

粉碎破坏的大锤
某个杀人狂所使用的重锤。現任所有者死亡后被薇奧雷特用來攻击艾蜜莉。
持有能力：
- 降低剛度：使被击对象强度减弱。

交響歡喜的協奏曲
白色的平台式钢琴，原型不明，現任所有者是輕子瞳。
持有能力：
使听到所演奏的乐曲结尾的人死亡。
判決執行的律法之書
加里波第所持有的手册，所有者是中嶋正義。正義被艾蜜莉殺死後去向不明。
持有能力：
- 条件杀害：符合以下兩個條件時，即執行絞殺，若條件不符，繩子會中途斷掉。

1.當對象犯下罪行重大的犯罪時（以所有者的道德標準作為判斷）。
2.對象為現行犯或是有同等效力的佐證。
愛玩屠殺的馴寵之鞭
四方堂妇人所用的短鞭，現任所有者是四方堂瑠架。
持有能力：
- 鞭打调教：令受鞭打的目标绝对服从自己，目標必須為男性，且無法執行過于複雜的指示。
- 鞭打強化：強化被鞭打者的身體能力。

鮮血解體的開瓶之刀
外形为折叠刀，現任所有者是艾蜜莉·紅手套。
持有能力：
- 切断强化：把除杀害遗物外的其他事物轻易切断的的能力。
- 止血停止：阻碍目标伤口愈合。
- 遗物属性赋予：在最多46把刀刃上賦予以上兩種能力。

瞄準貫通的速射槍
为手动上膛的步枪，現任所有者是神敬一郎。在敬一郎敗給切之後，因為所有者的精神崩潰、詛咒失效而遭到破壞。
持有能力：
- 虚弹生成：生成不會留下彈頭、彈殼的虛影子彈（只有在發射時才會可視化），但是仍需進行原有的清膛、裝彈等動作。
- 視線必中：對互相認知並對上視線的對象，施予一擊必中的必殺效果。

隱匿謀殺的禁斷劇毒
为单手可持的小瓶子，現任所有者是弗里茨·馬約爾。
持有能力：
- 液体毒化：將放入瓶中的任何液體毒藥化。
- 隐匿抹消：生成无色无味、用科学方法也無法检测的毒药。毒药对马约尔本人无效。

照相机
正式名称不明，具有将自身所受的伤害转移给他人的能力。
被薇奧雷特用于对抗艾蜜莉。
人身等价的女王证明
外形为金币，現任所有者是薇奧雷特・维琪。
持有能力：
- 遗物借用：无条件“借用”在当代没有所有者的杀害遗物。
- 遺品收買：“买下”拥有所有者的遗物，将其力量转移到相近的物品中并强化原所有者的杀人冲動。

火柴
以往被称为“火葬人”的杀人狂所使用的火柴，正式名称不明。具有使自己身体缠上火焰进行攻击的能力。
被薇奧雷特用于攻击切。
絢麗蠱惑之調合裙
原型為一位在社交場上豔聞不斷的貴婦人，與之共度一夜的男性都會因縱慾過度而死亡。
前持有者為教授小時候的青梅竹馬，因擔心殺人衝動會殺死教授而提前自殺。
髮之女王
賽菲露法被魔女诅咒而生有一头切不断的长发，因而得名。
头发拥有“咒禁防护”的能力，除罪恶之剪之外均无法剪断。但是剪断之后会在每天的0时重新长出。
若女王被杀害遗物杀死，该遺物的所有者可以实现任意一个愿望，因此當代的女王在被發現之後常會被追杀，在醜聞介入後才開始出現『遊戲規則』。
現任的女王是祝。
所有者
杀害遗物的持有者，杀人狂的後裔。并不是所有後裔都会被选为所有者，例如病院坂法子和灰村针都只是普通人。
缺少代償者的所有者會因為精神受遺物侵蝕而失去理智，被殺人衝動支配而四處殺人。
大多数的所有者都曾在梦中见过被称为“原型”的祖先们。受其影響，要保留自身的意识变得相当困难。视个人情况，也可能因此而阻碍所有者情感发育。
代償者
因為自身的某些特質而不會真的被所有者的殺人行為殺死的人（例如身為聾人的小泉不可能被輕子的鋼琴音殺死、祝的頭髮會在短時間內迅速變長等等）。
以自身接受所有者们因受杀人冲动驱使而产生的行为，藉此釋放殺人冲动，緩解遺物對所有者的精神侵蝕。
丑闻
擁有跟教授一样的思想的人所组成的组织。主要目的是旁观所有者之间的杀人游戏，为此给所有者们提供情报，管理并引導他们杀人。
并不是组织裡的所有人都相信与髮之女王有关的传说，有相當數量的人只是想感受殺人遊戲的快感。原本是上流人士的一个社交组织，也和警方的高层官员有关联。
內部以硬幣作為信物，硬幣的顏色可以區分身分
- 銅幣：僅知道殺人遊戲的存在，對於所有者與代償者的實際身分、殺害遺物的能力、定製品與天然品的區別等詳細情況完全不了解的周邊成員。
- 銀幣：隸屬醜聞的所有者與代償者。
- 金幣：擔任要職，一般來說必須要對醜聞有大量的獻金或是政治貢獻才能持有。

维琪
由歷代丑闻的首领傳承的稱號，管理髮之女王和杀害遗物有关信息的一族。现任家主是薇奧雷特・维琪。
訂製品
人工制造的杀害遗物及所有者。与通常的所有者（称为“天然品”）不同，不會被遺物侵蝕，不需要压抑杀人冲动，因此也不需要代償者的存在。
先代的维琪一族为了制造杀害遗物而诞生的杀人狂後裔，将其原型（称为“无名的牺牲者”）用药物控制，使其在无意识下杀人並成為殺人狂。
之后让这些人结合，挑选其后代，其中会有很低概率會诞生杀害遗物的所有者。在這種情況下诞生的数以百计的孩子，在其中选取符合目的的人加以训练。
与天然品不同，由於原型是在無意識下成為殺人狂，因此沒有殺人衝動的問題，对所有者精神的影响也很小。
是由教授等人负责的计划，知情者比较少。目前成功的例子只有匕首（艾蜜莉）、枪（敬一郎）以及毒药（马约尔）三人。

## 單行本
| 卷數 | Media Factory  | Media Factory          | 尖端出版       | 尖端出版             |
| 卷數 | 發售日期       | ISBN                   | 發售日期       | EAN                  |
| ---- | -------------- | ---------------------- | -------------- | -------------------- |
| 1    | 2009年11月21日 | ISBN 978-4-8401-2945-9 | 2012年12月14日 | EAN 471-7702-23970-1 |
| 2    | 2010年8月23日  | ISBN 978-4-8401-3364-6 | 2013年2月5日   | EAN 471-7702-24997-7 |
| 3    | 2011年1月22日  | ISBN 978-4-8401-4028-7 | 2013年3月21日  | EAN 471-7702-24998-4 |
| 4    | 2011年8月23日  | ISBN 978-4-06-384469-6 | 2013年4月8日   | EAN 471-7702-25246-5 |
| 5    | 2012年2月23日  | ISBN 978-4-8401-4417-9 | 2013年5月16日  | EAN 471-7702-25247-2 |
| 6    | 2012年11月22日 | ISBN 978-4-8401-4751-4 | 2013年7月22日  | EAN 471-7702-25452-0 |
| 7    | 2013年3月23日  | ISBN 978-4-8401-5025-5 | 2014年1月14日  | EAN 471-7702-25453-7 |
| 8    | 2014年3月22日  | ISBN 978-4-04-066299-2 |                |                      |
| 9    | 2014年9月23日  | ISBN 978-4-04-066849-9 |                |                      |
| 10   | 2015年3月23日  | ISBN 978-4-04-067284-7 |                |                      |
| 11   | 2015年9月19日  | ISBN 978-4-04-067802-3 |                |                      |

## 電視動畫
於2012年宣布電視動畫化。TOKYO MX於2013年4月至6月播放電視動畫13集。

### 工作人員
- 監督 - 山口祐司
- 系列構成 - 浦畑達彦
- 角色設定 - 平田雄三
- 副角色設定 - 酒井孝裕
- 主動畫師 - 新號靖、嶋田俊彥、宮下雄次
- 美術監督 - 高橋麻穗
- 色彩設計 - 村田惠理子
- 音響監督 - 鶴岡陽太
- 音樂 - 高梨康治
- 動畫制作 - Studio五組
- 製作 - 斷裁分離的罪惡之剪製作委員會

### 主題曲
片頭曲（第2話 - 第12話）
作詞：瀨名惠，作曲、編曲：Yu-pan.，主唱：愛美
片尾曲
（第1話、第6話、第13話）
作詞：森由里子，作曲：Graviti music，編曲：牧野信博，主唱：武者小路祝（小岩井小鳥）
（第2話 - 第5話、第7話 - 第12話）
作詞：瀨名惠，作曲：白戶佑輔，編曲：草野よしひろ，主唱：YURI*KARI（高橋花林、遠藤ゆりか）

### 各話列表
| 話數   | 日文標題 | 中文標題           | 劇本       | 分鏡                | 演出     | 作畫監督                  |
| ------ | -------- | ------------------ | ---------- | ------------------- | -------- | ------------------------- |
| Cut 01 |          | -沉睡森林的公主-   | 浦畑達彥   | 虎田功              | 虎田功   | 平田雄三                  |
| Cut 02 |          | -異端的肖像-       | 浦畑達彥   | 博史池畠            | 博史池畠 | 宮下雄次 本村晃一         |
| Cut 03 |          | -穿过暴风雨-       | 浦畑達彥   | 加藤敏幸            | 上田繁   | 渡邊純子                  |
| Cut 04 |          | -客人在何處-       | 砂山藏澄   | 阿部達也            | 阿部達也 | 鈴木奈都子                |
| Cut 05 |          | -遊戲開始前-       | 大久保智康 | 日高正光 山口祐司   | 吉田俊司 | 重松晉一                  |
| Cut 06 |          | -星之華爾滋-       | 大久保智康 | 名村英敏            | 下司泰弘 | 酒井孝祐                  |
| Cut 07 |          | -天秤的銀幣-       | 砂山藏澄   | 川崎逸朗            | 祝浩司   | 藤澤俊幸                  |
| Cut 08 |          | -派對變奏曲-       | 森悠       | 關屋警部補 藏本穗高 | 加瀨充子 | 田畑昭                    |
| Cut 09 |          | -浪漫之夜的恐怖-   | 森悠       | 阿部達也            | 阿部達也 | 新號靖                    |
| Cut 10 |          | -不變的女孩-       | 浦畑達彥   | 博史池畠            | 博史池畠 | 山中正博                  |
| Cut 11 |          | -血色希望-         | 砂山藏澄   | 祝浩司              | 祝浩司   | 秋山宏、稻田俊子 岩田龍治 |
| Cut 12 |          | -禁忌的遊戲-       | 大久保智康 | 加藤敏幸            | 下司泰弘 | 酒井孝裕                  |
| Cut 13 |          | -地下室的葛雷兰特- | 浦畑達彥   | 名村英敏 山口祐司   | 吉田俊司 | 宮下雄次 田畑昭           |

### 播放電視台
日本深夜動畫：下文記載的日本国内播放時間使用日本標準時間（UTC+9）表示。因為部分時間标识會採用30小时制，因此請留意这类超过24:00的时间，其實際播放時間為翌日清晨。
| 播放地區 | 播放電視台 | 播放日期                | 播放時間（UTC+9）          | 所屬聯播網 | 備註                  |
| -------- | ---------- | ----------------------- | -------------------------- | ---------- | --------------------- |
| 東京都   | TOKYO MX   | 2013年4月3日 - 6月26日  | 星期三 24時30分 - 25時00分 | 獨立UHF局  |                       |
| 兵庫縣   | SUN電視台  | 2013年4月3日 - 6月26日  | 星期三 24時30分 - 25時00分 | 獨立UHF局  |                       |
| 京都府   | KBS京都    | 2013年4月3日 - 6月26日  | 星期三 25時00分 - 25時30分 | 獨立UHF局  |                       |
| 愛知縣   | 愛知電視台 | 2013年4月5日 - 6月28日  | 星期五 26時35分 - 27時05分 | 東京電視網 |                       |
| 日本全國 | AT-X       | 2013年4月6日 - 6月29日  | 星期六 20時30分 - 21時00分 | 衛星電視   | 製作委員會參加 有重播 |
| 熊本縣   | 熊本放送   | 2013年4月28日 - 7月28日 | 星期日 25時50分 - 26時20分 | 日本新聞網 |                       |

### Blu-ray / DVD
从2013年6月19日起发售第一卷，之后每月都会发售新的一卷。
| 卷数 | 发售日         | 收录话数    | 产品编号   | 产品编号   |
| 卷数 | 发售日         | 收录话数    | Blu-ray    | DVD        |
| ---- | -------------- | ----------- | ---------- | ---------- |
| 1    | 2013年6月19日  | 第1 - 2話   | PCXG-50251 | PCBG-51601 |
| 2    | 2013年7月17日  | 第3 - 4話   | PCXG-50252 | PCBG-51602 |
| 3    | 2013年8月21日  | 第5 - 6話   | PCXG-50253 | PCBG-51603 |
| 4    | 2013年9月18日  | 第7 - 8話   | PCXG-50254 | PCBG-51604 |
| 5    | 2013年10月16日 | 第9 - 10話  | PCXG-50255 | PCBG-51605 |
| 6    | 2013年11月20日 | 第11 - 12話 | PCXG-50256 | PCBG-51606 |
| 7    | 2013年12月18日 | 第13話      | PCXG-50257 | PCBG-51607 |

## 外部連結
- 斷裁分離的罪惡之剪官方網站 （页面存档备份，存于）（日語）
- 月刊Comic Alive『斷裁分離的罪惡之剪』第1話試讀頁面 （页面存档备份，存于）（日語）
- 『斷裁分離的罪惡之剪』官方BLOG （页面存档备份，存于）（日語）
- 電視動畫官方網站 （页面存档备份，存于）（日語）
- 『斷裁分離的罪惡之剪』角色們的官方關係圖 （页面存档备份，存于）（日語）
- 动画“斷裁分離的罪惡之剪”的X（前Twitter）